# Peru na Mistrzostwach Świata w Lekkoatletyce 2017
Peru na Mistrzostwach Świata w Lekkoatletyce 2017 – reprezentacja Peru podczas mistrzostw świata w Londynie liczyła 7 zawodników, którzy nie zdobyli żadnego medalu.

## Skład reprezentacji
Mężczyźni
| Zawodnik                | Konkurencja         | Eliminacje | Eliminacje | Półfinał | Półfinał | Finał    | Finał   |
| Zawodnik                | Konkurencja         | Rezultat   | Pozycja    | Rezultat | Pozycja  | Rezultat | Pozycja |
| ----------------------- | ------------------- | ---------- | ---------- | -------- | -------- | -------- | ------- |
| David Torrence          | bieg na 1500 metrów | 3:46,39    | 32.        | NQ       | NQ       | NQ       | NQ      |
| Jean-Pierre Castro      | maraton             | —          | —          | —        | —        | DNF      | DNF     |
| Raúl Machacuay          | maraton             | —          | —          | —        | —        | DNF      | DNF     |
| César Augusto Rodríguez | chód na 20 km       | —          | —          | —        | —        | 1:23:05  | 33.     |

Kobiety
| Zawodniczka     | Konkurencja   | Finał    | Finał   |
| Zawodniczka     | Konkurencja   | Rezultat | Pozycja |
| --------------- | ------------- | -------- | ------- |
| Wilma Arizapana | maraton       | 2:43:13  | 48.     |
| Inés Melchor    | maraton       | 2:35:34  | 26.     |
| Kimberly García | chód na 20 km | 1:29:13  | 7.      |